# Ihab Hassan
Pour les articles homonymes, voir Hassan.
Ihab Hassan est un philosophe et un théoricien littéraire américain né le 17 octobre 1925 au Caire et mort le 10 septembre 2015 à Milwaukee. 
Il est notamment connu pour son analyse fondamentale du postmodernisme dans son essai The Dismemberment of Orpheus: Toward a Postmodern Literature, paru en 1971.

## Écrits publiés
- Radical Innocence: Studies in the Contemporary American Novel (1961)
- The Literature of Silence: Henry Miller and Samuel Beckett (1967)
- The Dismemberment of Orpheus: Toward a Postmodern Literature (1971, réed. 1982)
- Paracriticisms: Seven Speculations of the Times (1975)
- The Right Promethean Fire: Imagination, Science, and Cultural Change (1980)
- Out of Egypt: Scenes and Arguments of an Autobiography (1985)
- The Postmodern Turn: Essays in Postmodern Theory and Culture (1987)
- Selves at Risk: Patterns of Quest in Contemporary American Letters (1990)
- Rumors of Change: Essays of Five Decades (1995)
- Between the Eagle and the Sun: Traces of Japan (1996)